# میخکل وسکه
میخکل وسکه (استونیایی: Mihkel Veske; ۲۸ ژانویهٔ ۱۸۴۳ – ۱۶ مهٔ ۱۸۹۰) زبان‌شناس و شاعر اهل استونی بود.
شعرهای وسکه از سادگی ترانه عامیانه محبوب استونیایی الهام گرفته شده‌است. وسکه همچنین اشعار عامیانه را گردآوری کرد. وی ترانه‌های عامیانه آلمانی، روسی، فنلاندی و مجارستانی را به استونیایی ترجمه کرد.